# Víctor Damián Sáez Sánchez-Mayor
Víctor Damián Sáez y Sánchez Mayor (Budia, Guadalajara, 12 d'abril de 1776 - Sigüenza, 3 de febrer de 1839), eclesiàstic i polític espanyol, canonge de Sigüenza i de Toledo, bisbe de Tortosa (des del 29 d'agost de 1824), confessor privat de Ferran VII (1814-1833).

## Biografia
Vinculat als sectors ultra-absolutistes, va actuar com a persona de confiança del rei Ferran, qui va haver de destituir-li durant el Trienni Liberal (1820-1823), per la qual cosa va passar a ser canonge de Toledo. Amb la caiguda del règim constitucional, va tornar a les esferes del poder. Secretari d'Estat interí des del 27 de maig de 1823, va ser nomenat en propietat per al mateix càrrecs pel primer govern de la regència absolutista el 27 d'agost de 1823. Des d'aquest càrrec va dirigir la reacció absolutista amb tal rigor, que va motivar la sol·licitud de la seva dimissió per part del Marquès de Casa Irujo, en nom de les potències de la Santa Aliança. El mateix dia del desembarcament del Rei a Espanya (1 d'octubre de 1823), el monarca va ratificar al seu confessor com a ministre d'Estat. El 19 de novembre el Rei Ferran dicta un decret dirigit a Damián, pel qual es crea el Consell de Ministres, i del que convé destacar:
| « | S'hi tractaran tots els assumptes d'utilitat general: cada ministres adonarà dels negocis corresponents a la secretaria del seu càrrec, rebrà les meves resolucions, i cuidarà de fer-les executar. Els acords del Consell s'escriuran en un llibre, expressant les raons que els motivessin. Quan Jo no assisteixi, presidireu vós, com el meu primer secretari d'Estat, i el de Despatx de Gracia i Justícia assentarà les deliberacions, tenint a la seva cura el llibre destinat per a aquest objecte. | » |

Amb l'arribada del monarca a Madrid va ser destituït com a ministre (2 de desembre), forçat per les protestes exteriors davant la intensitat i l'extrema duresa amb què es va dedicar a perseguir als elements liberals. Va ser substituït pel marquès de Casa Irujo i nomenat bisbe de Tortosa. Des de llavors va quedar relegat de l'activitat política.
El bisbe Víctor Damián Sáez està enterrat en la capella del Sagrario de la Catedral de Tortosa.